# Harleston (Norfolk)
Harleston – miasto w Anglii, w Norfolk. W 2001 roku miasto liczyło 3899 mieszkańców. Harleston jest wspomniana w Domesday Book (1086) jako Heroluestuna.